# Fiodor Szubniakow
Fiodor Grigorjewicz Szubniakow (ros. Федор Григорьевич Шубняков, ur. 1916 w Makiejewce, zm. 12 grudnia 1996 w Moskwie) – funkcjonariusz NKWD, szef 2 Zarządu Głównego MGB ZSRR (1951).

## Życiorys
Do 1931 ukończył 7-klasową szkołę powszechną, X 1934 - XII 1936 kierownik wydziału komitetu fabrycznego Komsomołu. Od I 1937 w NKWD, I-IX 1937 w szkole Głównego Zarządu Bezpieczeństwa Państwowego w Kijowie, od 23 XI 1937 pomocnik pełnomocnika operacyjnego wydziału 4 Zarządu Bezpieczeństwa Państwowego (UGB) NKWD Ukraińskiej SRR, później pomocnik pełnomocnika operacyjnego wydziału 8 w tym zarządzie, od 1 V 1939 pełnomocnik operacyjny Wydziału 4 tego zarządu. Od 21 II 1938 sierżant, od 22 VI 1938 młodszy porucznik bezpieczeństwa państwowego. Od XI 1939 w NKWD nowo anektowanego przez ZSRR obwodu lwowskiego, szef Oddziału 3 Wydziału 2 NKWD, od 24 XII 1940 zastępca szefa Wydziału 2 UGB NKWD, od 26 IV 1941 zastępca szefa Oddziału 3 Tajnego Wydziału Politycznego (ros. SPO) NKWD w obwodzie lwowskim, od 13 VIII 1941 w centralnym aparacie NKWD, zastępca szefa Oddziału 2 Wydziału 3 NKWD ZSRR, od 1 X 1941 zastępca szefa Oddziału 3 tego wydziału, od 5 XII 1941 ponownie zastępca szefa Oddziału 2, od 16 V 1943 zastępca szefa Oddziału 3 Wydziału 2 NKWD ZSRR. Od 23 IX 1941 starszy porucznik, od 11 II 1943 major, od 16 VIII 1943 podpułkownik bezpieczeństwa państwowego. 13 VII 1944 - 15 VI 1946 szef Oddziału 3 Wydziału 2 NKWD ZSRR/MGB ZSRR, od 15 VI 1946 szef Oddziału 2-Z 2 Zarządu Głównego MGB ZSRR, 13 XII 1946 mianowany pułkownikiem, od 17 V 1948 szef Oddziału 2-A tego zarządu, 19 X 1949 - 3 I 1951 zastępca szefa 2 Zarządu Głównego NKWD ZSRR, a od 3 I do 29 X 1951 szef tego zarządu i równocześnie członek Kolegium MGB.
28 X 1951 aresztowany w związku ze "sprawą Abakumowa", 6 III 1953 zwolniony i następnie przywrócony do służby. Od 17 III 1953 zastępca szefa 1 Zarządu Głównego MWD ZSRR, od 18 III do 22 XI 1954 zastępca szefa 2 Zarządu Głównego KGB, 22 XI 1954 - 15 XI 1958 rezydent KGB w Austrii, działał pod przykryciem stanowiska naczelnika oddziału informacji aparatu Wysokiego Komisarza ZSRR w Austrii, od VIII 1955 doradca ambasady ZSRR w Austrii, 15 XI 1958 odkomenderowany do Ministerstwa Budowy Maszyn Średnich ZSRR, 19 V 1959 przeniesiony do rezerwy KGB, od 1965 na emeryturze.

## Odznaczenia i nagrody
- Order Wojny Ojczyźnianej I klasy (28 października 1948)
- Order Wojny Ojczyźnianej II klasy (24 sierpnia 1949)
- Order Czerwonej Gwiazdy (dwukrotnie - 25 czerwca 1954 i 10 maja 1958)
- Odznaka "Zasłużony Funkcjonariusz NKWD" (28 maja 1941)
- Imienny zegarek od NKWD ZSRR (1938)
- Złoty zegarek z dedykacją od przewodniczącego KGB (1956)